# لارس ليندغرين
لارس ليندغرين (بالسويدية: Lars Lindgren)‏ هو لاعب هوكي الجليد سويدي، ولد في 12 أكتوبر 1952 في بيتيو في السويد.

## وصلات خارجية
- لارس ليندغرين على موقع دوري الهوكي الوطني (الإنجليزية)
- لارس ليندغرين على موقع EliteProspects.com (الإنجليزية)
- لارس ليندغرين على موقع Eurohockey.com (الإنجليزية)
- لارس ليندغرين على موقع HockeyDB.com (الإنجليزية)
- لارس ليندغرين على موقع Hockey-Reference.com (الإنجليزية)